# أدريانا كوغلر
أدريانا كوغلر (بالإنجليزية: Adriana Kugler) هي خبيرة اقتصادية أمريكية كولومبية وأستاذة في السياسة العامة بجامعة جورج تاون.  شغلت منصب كبير الاقتصاديين لوزيرة العمل الأمريكية هيلدا إل سوليس في الفترة من 6 سبتمبر 2011 إلى 4 يناير 2013. 

## التعليم
حصلت أدريانا كوغلر على درجة البكالوريوس في الآداب من جامعة ماكجيل في عام 1991، وتخرجت مع مرتبة الشرف الأولى في الاقتصاد والعلوم السياسية. في عام 1997، حصلت على الدكتوراه من جامعة كاليفورنيا في بيركلي، دكتوراه؛ مستشاروها هم الحائز على جائزة نوبل جورج أكيرلوف، وندى عيسى، وديفيد ك. ليفين.

## التعيينات الأكاديمية
الدكتورة أدريانا كوغلر هي نائبة وكيل الكلية وأستاذة كاملة في كلية ماكورت للسياسة العامة.   كانت مؤسس ومدير مشارك للمعهد الصيفي الدولي لتقييم السياسات بين عامي 2010-2013. عملت ككبير خبراء الاقتصاد في وزارة العمل الأمريكية في عامي 2011 و 2012، حيث عملت بنشاط على وضع سياسات ومقترحات بشأن التأمين ضد البطالة، وبرامج التدريب، واستحقاقات التقاعد، وأجور العمل الإضافي والحد الأدنى للأجور، والهجرة، والتأمين ضد العجز والسلامة المهنية. قبل مجيئها إلى جورج تاون، كانت أستاذًا مساعدًا وكاملًا في أقسام الاقتصاد بجامعة هيوستن وجامعة بومبيو فابرا في برشلونة. 
كوغلر هو باحث مشارك في المكتب الوطني للبحوث الاقتصادية في برنامج دراسات العمل  وزميل باحث في مركز أبحاث السياسات الاقتصادية (C E P R) في لندن،  معهد دراسة العمل (I Z A) في بون،  مركز البحوث وتحليل الهجرة (C R e A M) في لندن،  ومركز دراسة الفقر واللامساواة في جامعة ستانفورد    وزميل أقدم في مركز التقدم الأمريكي. 
عمل كوجلر في هيئة تحرير مجلة العلاقات الصناعية والعمل،  مجلة العمل والتنمية،  المجلة البريطانية للعلاقات الصناعية،  اقتصاديات العمل،  الاقتصاد التطبيقي الفصلي  والاقتصاد.

## جوائز البحث
حصلت كوغلر على جائزة John T. D u n l o p Outstanding Scholars لعام 2007 من جمعية العمل وعلاقات العمل، تقديراً لمساهماتها البحثية في مجال العمل والعلاقات الصناعية.
في عام 2010، فازت إحدى ورقاتها، «الإصلاحات التجارية واختيار السوق: أدلة من شركات التصنيع في كولومبيا»، بالجائزة الأولى عن أفضل مساهمة في مجال «العولمة واللوائح والتطوير» من شبكة التنمية العالمية.  
تركز اهتماماتها البحثية في مجالات مثل أسواق العمل وتقييم السياسات. حصلت على العديد من المنح البحثية للدراسات في مجالات تشمل دور السياسات العامة والبطالة والهجرة في أسواق العمل وتقييم السياسات في البلدان المتقدمة والنامية. 

## منشورات مختارة
نُشر عمل كوغلر في أعلى المجلات العامة والمجلات المتخصصة في الاقتصاد والسياسة العامة، بما في ذلك المجلة الاقتصادية الأمريكية، ومراجعة الاقتصاد والإحصاء، والمجلة الاقتصادية الأمريكية: الاقتصاد التطبيقي، والمجلة الاقتصادية، ومجلة اقتصاديات العمل، مجلة الاقتصاد العام، مجلة اقتصاديات التنمية ومجلة إصلاح السياسات. تمت تغطية أبحاثها في تقارير متعددة، بما في ذلك تقرير التنمية في العالم الذي نشره البنك الدولي، وتقارير التنمية السنوية التي نشرها بنك التنمية للبلدان الأمريكية ومنظمة التعاون والتنمية في الميدان الاقتصادي.
- «التجارة واختيار السوق: دليل من مصانع التصنيع في كولومبيا» (مع مارسيلا إسلافا، جون هالتيوانجر، وموريس كوغلر)، مجلة ريفيوم للديناميات الاقتصادية، 16.1 (2013): 135-158.
- «أطفال كاترينا: دليل على بنية تأثيرات الأقران من إعصار الذين تم إجلاؤهم» (مع سكوت إمبرمان وبروس ساكردوت)، المجلة الاقتصادية الأمريكية، 102 (5): 2048-82، أغسطس 2012

ظهرت في هيوستن كرونيكل في 12 سبتمبر 2009، وصحيفة سان أنطونيو إكسبريس في 12 سبتمبر 2009، ومجلة هيوستن للأعمال في 11 سبتمبر 2009
- «عواقب العمالة للعقود الدائمة التقييدية: أدلة من إصلاحات سوق العمل الإسبانية» (مع جوان ف. جيمينو وفيرجينيا هيرنانز)، ورقة عمل C E P R رقم 3724، 2003 (مراجعة في مجلة الرابطة الاقتصادية الأوروبية).

ظهرت في تقرير التنمية في العالم 2006 و 2007 .
- «تعديلات العوامل بعد إلغاء القيود: أدلة من النباتات الكولومبية،» (مع مارسيلا إسلافا، جون هالتيوانجر وموريس كوغلر)، مجلة الاقتصاد والإحصاء، مايو 2010، 92 (2)
- «العمالة والضمان الاجتماعي: وجهة نظر بديلة»، في بيورن لومبورغ، محرر، أولويات التنمية في أمريكا اللاتينية: التكاليف والفوائد، مطبعة جامعة كامبريدج، 2010.
- «إصلاحات السوق، وإعادة توزيع العوامل، ونمو الإنتاجية في أمريكا اللاتينية» (مع مارسيلا إسلافا، جون هالتيوانجر، وموريس كوجلر)، في نورمان لوايزا ولويس سيرفين تنظيم الأعمال والأداء الاقتصادي، مطبعة البنك الدولي وجامعة ستانفورد، 2010.
- «تأثيرات سوق العمل على ضرائب الرواتب في البلدان النامية: أدلة من كولومبيا» (مع موريس كوغلر)، التنمية الاقتصادية والتغيير الثقافي، يناير 2009، 57 (2).
- «المفاجئة الريفية أو لعنة الموارد؟ كوكا، الدخل والصراع المدني في كولومبيا،»(مع جوشوا A n g r i s t)،

مقال رئيسي في مراجعة الاقتصاد والإحصاء، مايو 2008، 90 (2).
- هل تقلل حماية العمالة من الإنتاجية؟ أدلة من الولايات المتحدة، "(مع David Autor وبيل كير)، المجلة الاقتصادية، يونيو 2007، 117.
- «آثار حماية العمالة في أوروبا والولايات المتحدة»، O p u s c l e ، CR E I ، 2007.
- «دوران النبات والإصلاحات الهيكلية في كولومبيا» (مع مارسيلا E s l a v a ، جون H a l t i w a n g e r ، وموريس كوغلر)، أوراق موظفي صندوق النقد الدولي، 2006، 53.
- «آثار حماية العمالة وأنظمة سوق المنتجات على سوق العمل الإيطالي» (مع جيوفاني بيكا)، في جوليان ميسينا، كلاوديو ميشيلاتشي، جارككو تورونين، وجيلفي زويغا، محرران، تعديلات سوق العمل في أوروبا إدوارد الجار، 2006.

ظهرت في تقرير التنمية في العالم 2005.
- «اطباء بلا حدود؟ إعادة ترخيص المتطلبات والاختيار السلبي في سوق الأطباء»(مع روبرت ساوير)، مجلة اقتصاديات العمل، يوليو 2005، 23 (3)
- «آثار تغيير الأجور لحسابات توفير مدفوعات المدفوعات في كولومبيا»، مجلة الاقتصاد العام، فبراير 2005، 89 (2-3).

ظهرت في تقرير التنمية في العالم 2005، تقرير البنك الإسلامي للتنمية حول التقدم الاقتصادي والاجتماعي في أمريكا اللاتينية 2004، وفي تقرير التوظيف لعام 2004 الصادر عن منظمة التعاون الاقتصادي والتنمية
- «تأثير الإصلاحات الهيكلية على الإنتاجية وربحية تعزيز إعادة تخصيص: أدلة من كولومبيا» (مع مارسيلا E s l a v a ، جون H a l t i w a n g e r ، وموريس كوغلر)، مجلة الاقتصاد التنمية، ديسمبر 2004، 75 (2).

ظهرت في تقرير التنمية في العالم 2005 .
- «آثار التجارة على إعادة توزيع الوظائف: أدلة من أمريكا اللاتينية» (مع جون هالتيوانجر وموريس كوجلر وأليخاندرو ميكو وكارمن الصفحات)، مجلة إصلاح السياسات، ديسمبر 2004، 7 (4).
- «تأثير لوائح الأمن الوظيفي على مرونة سوق العمل: دليل من إصلاح سوق العمل الكولومبي»، في جيمس ج. هيكمان وكارمن باجيس، محرران، القانون والتوظيف: دروس من أمريكا اللاتينية ومنطقة البحر الكاريبي. شيكاغو: مطبعة جامعة شيكاغو، 2004.

ظهرت في تقرير التنمية في العالم 2006 و 2007، وتقرير البنك الإسلامي للتنمية عن التقدم الاقتصادي والاجتماعي في أمريكا اللاتينية 2004
- «انعكاس اللامساواة في كولومبيا، 1978-95: مزيج من القوى الثابتة والمتقلبة» (مع سيزار بويلون، وخوسيه ليبوفيتش، وجايرو نونيز، وكارلوس إدواردو فيليز) في فرانسوا بورغينيون، وفرانسيسكو فيريرا، ونورا لوستيك، الاقتصاد الجزئي لديناميات توزيع الدخل في شرق آسيا وأمريكا اللاتينية. أوكسفورد: مطبعة جامعة أكسفورد، 2004.

ظهرت في تقرير التنمية في العالم 2004 .
- «وقائية أو مكافحة إنتاجية؟ مؤسسات سوق العمل وأثر الهجرة على مواطني الاتحاد الأوروبي»(مع جوشوا أنغريست)، المجلة الاقتصادية، يونيو 2003، 113.

أعيد طبعها في أندرو موريس وصموئيل إستريشر، محرران، الموارد البشرية عبر الحدود وقضايا العمل والعمالة. لاهاي: قانون كلوير الدولي، 2005.
ظهرت في مجلة اقتصاديات الإيكونومست في 7 يوليو 2005، تقرير عن التنمية في العالم 2007، تقرير خبير إلى الجمعية الوطنية للأمم المتحدة حول الهجرة الدولية والتنمية 2008
- «تأثير تكاليف إطلاق النار على الدوران والبطالة: دليل من إصلاح سوق العمل الكولومبي»، مجلة الضرائب والمالية العامة الدولية، أغسطس 1999، 6 (3)

أعيد طبعه في إنريكي بور ودانييل هيمان وفرناندو نافاجاس، محرران، الأزمة الاقتصادية في أمريكا اللاتينية. هامبشاير، المملكة المتحدة: بالجراف ماكميلان، 2004.
ظهرت في الخطاب الرئاسي لجمعية اقتصاديي العمل 2001 .
- «ما هي العوامل التي ساهمت في التغييرات في التوظيف أثناء الركود الكبير وبعده» (مع عمار فاروق) مجلة سياسة العمل، 4: 3، 28 فبراير 2015.
- «ما وراء قفل الوظيفة: آثار التأمين الصحي العام على التنقل المهني والصناعي» (مع عمار فاروق)، يناير 2016.
- «تأثير تقديم وجبة الإفطار على أداء الطلاب: تشكل الأدلة برنامج إفطار داخل الصف» (مع سكوت إيمبرمان)، مجلة تحليل السياسات والإدارة، صيف 2014، 33 (3)
- «تحليل سوق العمل وصنع سياسة العمل في عاصمة الأمة»، مراجعة العلاقات الصناعية والعمل، ربيع 2014، 67 (3).

بالنسبة للمقالات المذكورة أعلاه، فضلاً عن قوائم أكثر اكتمالا من المقالات المنشورة وأوراق البحث (وروابط لأوراقها البحثية)، يمكن الرجوع إلى صفحات Kugler على الإنترنت في جامعة هيوستن ومعهد جورج تاون للسياسة العامة.  

## تغطية إعلامية
وقد تم تغطية العمل الأكاديمي وسياسة كوغلر في وسائل الإعلام المطبوعة وكذلك الإذاعة والتلفزيون، بما في ذلك واشنطن بوست، مجلة الإيكونوميست، NPR ، NBC لاتيني، فوكس الأعمال، وفاينانشال تايمز، تيلموندو، نيفيسيون، NTN24 ، مجلة ناشونال جورنال ، والمحيط الأطلسي ، الولايات المتحدة News & World Report وMSNBC و CNBC و New York Times و BBC Mundo و CNNMoney و Los Angeles Times و Chicago Tribune و Nightly Business News ، من بين آخرين. كما تم استدعاء Kugler للإدلاء بشهادته أمام الكونغرس حول قضايا مثل الهجرة والاقتصاد.